# Contradote

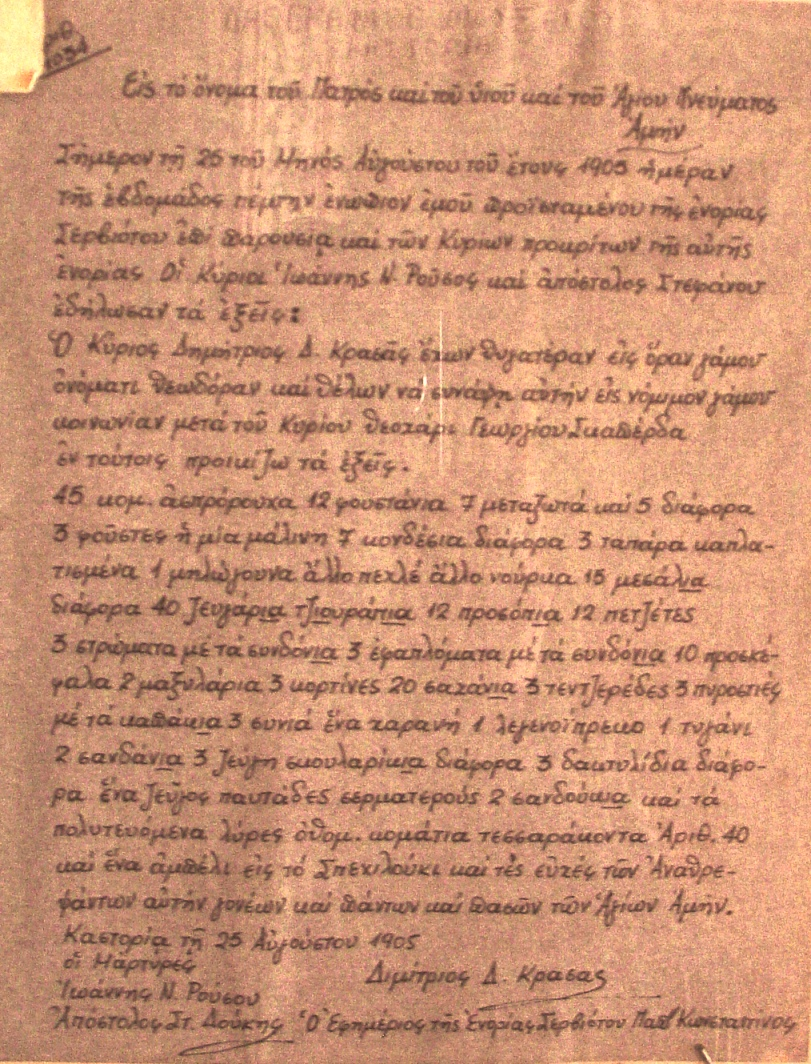
Acordo de contradote (em grego: Proikosymfono) antes do casamento em Castória, Grécia, (1905). Fonte: Museu Folclórico da Castória

Contradote é um acordo permitido por lei, mas, tradicionalmente, pelo marido ou sua família, para garantir o sustento da esposa na eventualidade de sua viuvez. Era acordado com a noiva (sendo doado em vida), no momento do casamento ou previsto por lei.
O contradote acabou com a prática germânica, chamada preço da noiva (Brautpreis), que era entregue à família da noiva com antecedência, para organizar o casamento, mas durante o início da Idade Média, passou a ser entregue diretamente à noiva. 
No uso popular, o termo contradote pode ser confundido com:
- Uma viúva rica é uma viúva (que pode receber o seu contradote). O termo é usado especialmente para uma viúva nobre ou real, que não ocupa mais a posição que ocupava durante o casamento. Por exemplo, a Rainha Isabel Bowes-Lyon era, tecnicamente, uma rainha viúva, após a morte de Jorge VI (apesar de refrida pelo título mais informal de "Rainha-Mãe"), e a Duquesa Liliana, era uma duquesa viúva de Halândia, na linguagem heráldica. Esse tipo de viúva recebe a renda de sua propriedade do contradote. (O termo "Imperatriz viúva", na história chinesa, tem um significado diferente).
- A propriedade trazida ao casamento pela noiva é chamada de dote. Mas a palavra contradote tem sido usada, desde "O Conto de Caixeiro" (grupo E do fragmento VI de Os Contos da Cantuária), de Geoffrey Chaucer, no sentido de dote, e é reconhecida como uma definição de contradote, no Oxford English Dictionary.
- A propriedade passada à família da noiva na ocasião do casamento é um preço de noiva. Esta propriedade não passar para a própria noiva.

## Significado
Por ser para a viúva e reconhecido por lei, o contradote se difere essencialmente de uma porção de um casamento convencional, como o  dote (cf. romano dos, bizantino proíx, francês ponto, holandês bruidsschat, alemão Mitgift).
A noiva recebia o direito a determinados bens do noivo ou da família dele. Ele foi concebido para assegurar a subsistência da viúva, e deveria ser mantido separado e em posse da esposa.
O contradote é o presente dado pelo noivo à noiva, habitualmente, na manhã seguinte ao casamento, apesar de que todos as doações do homem à sua noiva, durante o período de noivado, o casamento, ou depois, mesmo tão tarde como na doação testamentária, são entendidas como contradotes, se especificamente destinadas à manutenção da viúva.
O contradote foi um regime de bens para casamento, usado pela primeiramente nas culturas germânicas do início da era medieval, e a Igreja Católica levou à sua adoção em outros países, a fim de melhorar a segurança da esposa, através deste benefício adicional. A prática do contradote foi predominante nas partes da Europa influenciadas pela cultura escandinava-germânica, como a Suécia, a Germânia, a Normandia e os estados sucessores do Reino Lombardo.
O marido era legalmente impedido de utilizar o contradote da esposa — em contraste com o seu dote, que era trazido ao casamento pela noiva e usado por ambos os cônjuges. Isto, frequentemente, significava que o representante legal da mulher, geralmente um parente homem, tornava-se o responsável ou procurador do contradote, para garantir que ele não seria dilapidado.
Geralmente, a mulher era livre das limitações parentais para usar (e deixar em testamento) seu contradote para o quê e quem ela quisesse. Poderia se tornar propriedade de seu próximo casamento, ser doado a uma instituição eclesiástica, ou ser herdado pelos seus filhos de outros relacionamentos.

## Tipos
Em inglês, história do direito continha cinco tipos de contradote: (1) ad ostium ecclesiae, ou "no pórtico da igreja"; (2) ex assensu patris; (3) de la plus belle; (4) no direito comum; (5) por costume.
1. Contradote ad ostium ecclesiae foi o mais próximo do significado moderno de contradote. A propriedade era protegida por lei, em nome da noiva no pórtico da igreja (onde os casamentos costumavam acontecer). Isto era opcional. O contradote não era a mesma coisa que preço de noiva; ao contrário, era uma transferência legal de bens móveis ou imóveis que se tornariam propriedades da noiva.
2. Contradote de la plus belle era uma transferência hereditária de títulos de propriedade por "exercício do cargo". Foi abolido em 1660, pelo ato que acabou com os antigos mandatos.
3. Contradote ex assensu patris era contradote dado à noiva pelo pai do noivo. Isto se tornou obsoleto muito antes de ser formalmente abolido (no Reino Unido, por exemplo, pelo Ato do Contradote, de 1834).
4. No direito comum, o contradote era de natureza muito diferente. Era uma declaração legal do direito de uma esposa à propriedade que, enquanto o marido vivesse, ele iria gerir; que iria transferir aos filhos da esposa quando nascessem; e que iria garantir a sua subsistência se ela enviuvasse. Um contradote no direito comum não era responsável pelas dívidas do marido — o que se tornou controverso depois que muitos tentaram usá-lo para proteger sua propriedade da execução de dívidas. Os Atos do Contradote, doséculo XIX, aboliu esta prática.
5. Contradote por costume foi uma tentativa de reconhecer as regras do contradote de acordo com os costumes de cada manso e de cada região. Os contradotes por costume também foram abolidos no século XIX, e substituído por leis uniformes de herança.

## História

### Era romana
O contradote, segundo se pensa, pode ter sido sugerido pelo preço de noiva, que Tácito achava ser habitual entre os povos germânicos. Este preço de noiva que ele cham de dos, mas que contrasta com o dos (dote) do direito romano, era um presente da mulher para o marido, enquanto entre os germânicos o presente era do marido para a esposa. De fato, existia no direito romano, o que era denominado donatio propter nuptias, um presente da família do marido, mas este apenas era exigido se o dos fosse trazido, por parte da esposa. Assim, também no caso especial de uma viúva (pobre e sem garantias) de um marido rico, no momento de sua morte, uma portaria do Imperador Justiniano assegurou a ela uma parte da propriedade do marido, de propriedade, da qual, nenhuma disposição dele poderia privá-la.

### Estabelecimento na Europa Ocidental

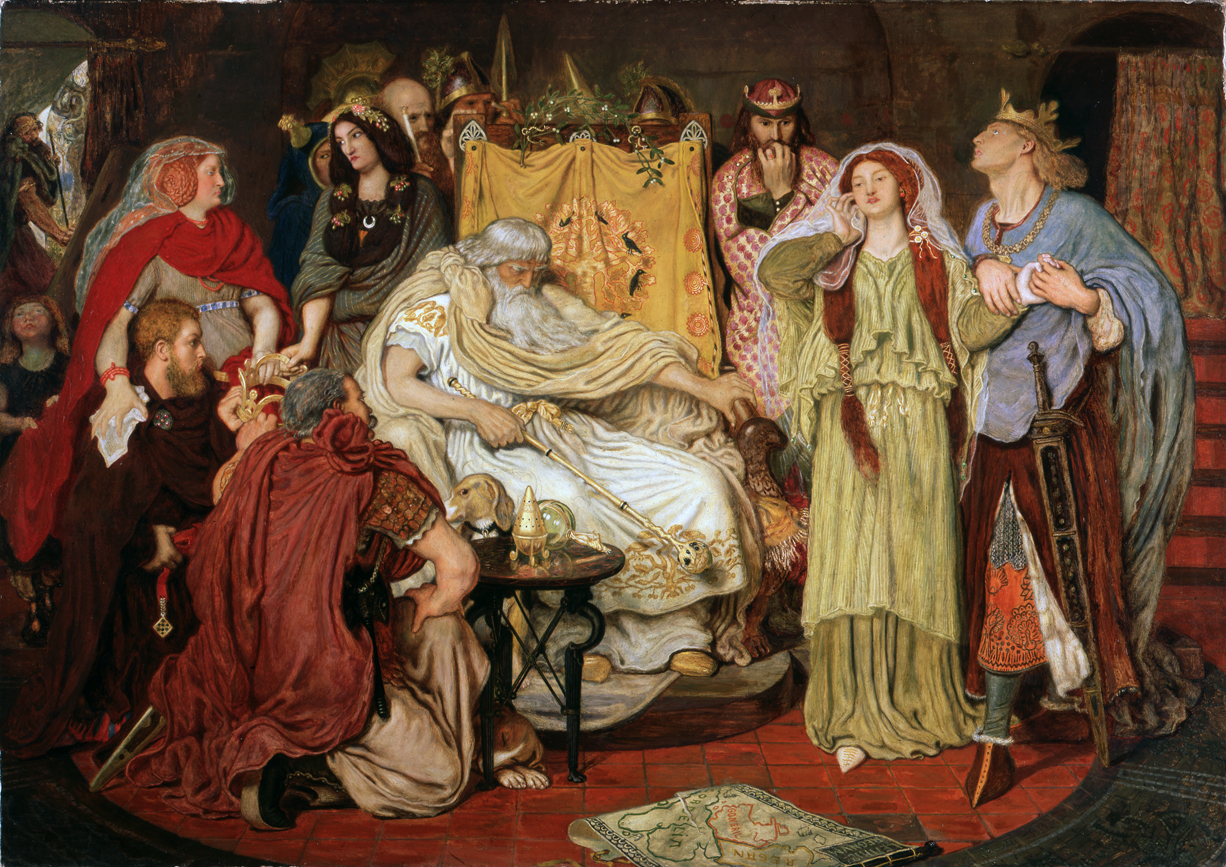
"Tua verdade, então, seja teu contradote". Rei Lear

Em geral, o estabelecimento do princípio do contradote no direito consuetudinário da Europa Ocidental, de acordo com Henry James Summer Maine, deve para ser rastreado até a influência da Igreja (não há provas de que quaisquer pagamentos de contradotes evoluíram dos costumes germânicos de pagar um preço de noiva, que através dos séculos, transformou-se em dote, que havia no local, muito antes de a igreja se envolver na prática matrimonial), e ser incluído, talvez, entre os seus mais árduos triunfos. O contradote é um resultado das práticas eclesiásticas de exigir do marido, no casamento, uma promessa de dote à sua esposa, uma promessa mantida em forma, mesmo agora, no ritual de casamento do estado confessional, na Inglaterra. O contradote é mencionado em uma ordenança do Rei Filipe II da França (1214), e na, quase contemporânea, Carta Magna (1215), mas parece já ter se tornado direito consuetudinário na Normandia, Sicília e Nápoles, assim como na Inglaterra. O objeto da portaria e da constituição era regular o montante do contradote, onde este não estava sujeito a acordo voluntário. O contradote, pela lei inglesa, consistia da propriedate em vida de uma esposa, em um terço das terras do marido "sobre o qual, qualquer descendente que ela pudesse ter, teria poder, pela possibilidade de ser um herdeiro".

### A Inglaterra e outros Países do Direito Consuetudinário
Há autoridade judicial, do ano 1310, pela proposição de que o contradote era contemplado pela lei, e em um período menos remoto foi dito que estava, ao lado da vida e da liberdade, uma das três coisas, que "a lei favorece". Na Inglaterra, no final do século XVIII, tornou-se comum que homens manter a terra com um procurador que evitava que suas esposas obtivessem o contradote. Assim, o estatuto inglês, "Fines and Recoveries Act" (Ato de Multas e Recuperações), de 1833, passou a prejudicar a inviolabilidade do contradote, dando aos maridos o poder de cortar, por ato ou vontade, os contradotes de suas esposas. As mulheres que se casaram antes da lei ainda tinham (em certos casos) que confirmar a ação antes de um comissário barrar seus direitos ao contradote que seu marido vendeu. Isto era mais simples que o procedimento anterior, que impunha uma multa a ser cobrada no Tribunal de Apelações Comuns (Court of Common Pleas), uma ficção jurídica, pelo que ela e seu marido, formalmente, remetiam seu direito de propriedade ao comprador.
No direito inglês, o contradote era um terço das terras a que tinha direito o marido, durante o casamento. No entanto, no início da era moderna, era comum uma mulher renunciar ao seu direito ao contradote antecipadamente, em um acordo de casamento, em que ela concordou em tomar uma conjunta, no lugar, que é um interesse particular na propriedade de seu marido, seja uma divisão particular ou uma interesse em vida, em uma determinada parte da terra, ou uma anuidade. Isto era, frequentemente, parte de um acordo, no qual ela desistiu de sua propriedad em troca de sua juntura, o que seria, por conseguinte, maior do que um terço. Estritamente, o contradote só era disponibilizado a partir de terra de que seu marido era dono, mas a um arrendatário vitalício, no âmbito de um acordo, muitas vezes era dado o poder de indicar uma juntura para a esposa. A esposa iria manter o seu direito ao contradote (se não impedida por um acordo), mesmo se o seu marido vendesse a propriedade. No entanto, este direito também pode ser barrado por uma ficção jurídica conhecida como cobrança de multa. A viúva de um dignatário de terras era normalmente sustendada pelo costume do manso com freebench (direito da viúva ser sustentada pelo manso que seu marido usava, por toda a vida ou até que se casasse novamente), um equivalente direto do contradote, mas muitas vezes (mas não necessariamente) metade, ao invés de um terço.

### Escócia
Em direito escocês, a parte da propriedade que não pode ser negada a uma viúva é conhecida como jus relictae.

### Estados Unidos
A lei do contradotedote ficou intacta, por estatuto, que de acordo com comentarista americano Chanceler Kent, "foi com algumas modificações que todos os lugares adotaram como parte da jurisprudência municipal dos Estados Unidos". No entanto, o contradote nunca foi recebido na lei da Lusiana e foi expressamente abolida na maioria dos estados e territórios. Onde ela ainda permanece, o contradote tem sido fortemente modificado por lei, não é mais aplicado automaticamente, e em grande parte sobreposto por outras formas de regime matrimonial de bens (elective share e community property).

## Em relação à religião
Durante a pré-Reforma, um homem que se tornou um monge e fez sua vida eclesiástica na Inglaterra, foi considerado civilmente morto (morto perante a lei); consequentemente, seus herdeiros receberam sua terra, imediatamente, como se ele tivesse morrido naturalmente. A transferência do contradote, na mão dele, no entanto, seria adiada até a morte natural de tal homem, pois somente pelo consentimento de sua esposa, poderia um homem casado legalmente entrar na vida eclesiástica, e ela não deu consentimento para trocar seu marido pelo contradote. Após a Reforma, e a promulgação do estatuto inglês, com Guilherme III proibindo "papistas" de herdar ou comprar terras, uma viúva católica não sofreu a sanção ser excluída do contradote, pois o contradote foi acumulado foi considerado pela lei não estar dentro das proibições do estatuto. Por uma curiosa deficiência da antiga lei inglesa, uma viúva judia, nascida na Inglaterra, seria excluída do contradote nas terras das quais seu marido, tendo ele sido um Inglês da mesma fé e se convertendo após o casamento, viesse a comprar, se ela não tivesse se convertido.

## Situação atual
Do contradote, tal como existia no antigo direito francês, nenhum vestígio é encontrado na legislação existente da França. Mas levado ao Canadá, pela terra-mãe, em tempos pré-revolucionários, o contradote habitual adquirido por força de lei ainda é reconhecido no direito da antiga província francesa de Quebec. A morte civil que, pela lei inglesa, parece ser aplicada somente a homens, pode ser, pela lei francesa, incorrida pelas mulheres que fazem votos religiosos perpétuos. Portanto, uma viúva entrando para uma religião perderia o seu contradote, embora em algumas regiões é permitido que ela mantenha uma moderada renda. E agora, pela lei de Quebec, uma viúva que aderir a certas ordens religiosas da província é considerada civilmente morta e, sem dúvida, perderá o contradote.

## Casamento morganático: uma aplicação pós-medieval
Algumas pessoas bem-nascidas têm sido propensas a se casar com uma pessoa inelegível. Especialmente nos países europeus, onde a igualdade de nascimento dos cônjuges (Ebenbürtigkeit) foi uma condição importante para casamentos de dinastias da casas reinantes e da alta nobreza, o antigo direito matrimonial e contratual de provisão de contradote foi levado a um novo uso, ao institucionalizar a casamento morganático. O casamento sendo morganáticol impede a passagem dos títulos e privilégios do marido para a esposa e quaisquer filhos nascidos do casamento.
Morganático (da frase latina matrimonium ad morganaticam, refere-se ao contradote. Quando um contrato de casamento diz que a noiva e os filhos do casamento não vão receber nada mais (além do contradote) do noivo, ou de sua herança e patrimônio de sua família, esse tipo de casamento é apelidado como "casamento com contradote apenas e nenhuma outra herança", isto é, matrimonium ad morganaticum.
Nem a noiva, nem qualquer dos filhos do casamento têm qualquer direito sobre os títulos, direitos, ou propriedades do noivo. Os filhos são considerados legítimos em outros cálculos e a proibição da bigamia se aplica.
A prática do "apenas contradote" é semlehante ao acordo pré-nupcial, excluindo o cônjuge da propriedade, embora as crianças não sejam, geralmente, afetadas por contratos pré-nupciais, ao passo que eram, com certeza, de casamento morganástico.
O casamento morganástico continha um acordo em que a esposa e os filhos nascidos do casamento não receberiam nada mais do que o que foi acordado no acordo pré-nupcial, e em alguns casos podem ter sido zero, ou algo nominal. Títulos de nobreza avulsos foram dados a esposas morganáticas de dinastias de casas reinantes, mas, às vezes, não incluíam nenhuma propriedade verdadeira. Este tipo de contradote estava longe do propósito original de a noiva receber uma propriedade afixada da família do noivo, a fim de garantir o seu sustento, na viuvez.
A prática do casamento morganático foi mais comum nos históricos estados germânicos, onde a igualdade de nascimento entre os cônjuges era considerado um princípio importante entre as casas reinantes e a alta nobreza. O casamento morganático não foi e não é possível em jurisdições que não permitem liberdade suficiente de fazer contratos, já que se trata de um acordo contendo limitação preventiva à herança e aos direitos de propriedade da esposa e dos filhos. Casamentos nunca foram considerados morganáticos em qualquer parte do Reino Unido.

## No Islã
O pagamento do noivo para a noiva é uma condição obrigatória para todos os casamentos muçulmanos válidos: um homem deve pagar o mahr (donatio propter nuptias, em latim) à sua noiva. É dever do marido para pagar, como mencionado no Corão (Sura Al-Nisaa', versos 4 e 20-24), embora, muitas vezes, sua família pode ajudar, e por acordo pode ser de forma promitente, por exemplo, no caso de o marido declarar talaq (repudiar a mulher, exigindo divórcio). , é considerado um presente que a noiva tem que concordar. O mahr pode ser qualquer valor, desde que seja acordado por ambas as partes. Quando o noivo dá o mahr à sua noiva, o presente torna-se propriedade dela.
Se o mahr foi promitente, no caso de divórcio, o mahr torna-se pagável se o marido foi quem iniciou o divórcio (talaq). Se ele já tiver sido pago, a mulher tem direito a manter sua mahr. No entanto, se a mulher inicia o divórcio (khula), as circunstâncias da separação passam a ser relevantes. Se o divórcio é buscado por uma causa, quer dizer, em um contexto Islâmico, abuso do marido, doença, impotência ou infidelidade, a mulher é geralmente considerada a ter o direito de manter o mahr; no entanto, se o divórcio não é procurado por uma causa geralmente aceita, o marido pode pedir a sua devolução.
A quantidade prometida ou paga à noiva faz parte de sua propriedade pessoal e para sua assistência, em tempos de necessidade financeira, como um divórcio ou abandono do marido. Enquanto o mahr é geralmente em forma de dinheiro, ele também pode ser uma casa ou um negócio viável, que é colocado em nome dela e pode ser executado e possuído inteiramente por ela, se ela assim desejar.

## Na Fé Bahá'í
De acordo com Kitáb-i-Aqdas, o livro mais sagrado da Fé Bahá'í, o contradote é pago pelo noivo à noiva. O contradote, se o marido vive na cidade, é dezenove mithqáls (aprox. 2.2 pesos troy) de ouro puro, ou, se o marido vive fora da cidade, a mesma quantidade em prata.